# 安定長興宮
23°07′47″N 120°15′01″E / 23.129636486020225°N 120.250412264681°E
安定長興宮又稱蘇厝長興宮，是主祀「玉勅代天巡狩十二行瘟王（十二瘟王）」的廟宇。該廟位於臺南市安定區蘇厝里，舉辦的「安定長興宮瘟王祭」被列為臺南市文化資產。

## 沿革

### 立廟傳說
據說當地蘇厝、林厝兩地先民，在明永曆卅三年年（1679年）三月某日夜裡，忽然聽到有音樂傳來，前去探視後發現了一艘王船，上面有12支令旗:18:54。先民們認為這是吉兆，而在岸邊建了三間茅庵奉祀王船上的王爺:18:54。
而在黃文博《南瀛王船誌》中，則寫說這個「王船傳說」是仿造的:55。該書寫說根據長興宮簡介的撰稿人蘇大國的說法，之所以如此是為了讓蘇厝裡的王姓無異議:55。依照〈蘇姓族譜〉，十二瘟王的「王令」其實是蘇姓先民從原居地帶來，為蘇姓一族私祀，建廟後十二瘟王才變成蘇厝公神，由蘇、王兩姓供奉:55。而後要寫長興宮簡介時，接受退休校長王朝雲的建議，將祀神與王船由來寫成「撿拾說」，以免人口較多的王姓反彈:55。

### 後續發展
長興宮草創後，因為曾文溪改道關係多次改變廟址:29:56。清乾隆卅七年（1772年），長興宮舉辦首次王醮，而該次王醮所流放的王船據說被西港地區的人所撿到，造成了西港香的出現:31:57。不過據西港方面的說法，西港姑媽宮先民撿到王船是乾隆四十九年（1784年）的事:57。
而到了清同治六年（1867年），才在總理蘇起倡議下建立了較正式的磚瓦廟宇，並請來善化舉人王藍石為廟宇命名題字，該廟才正式以「長興宮」為名:29:56。同治十年（1871年），當地頭人王賞發起增建，再延伸出左右護室:29。
臺灣日治時期末期，長興宮因為地方人士協築護堤，而得到臺南州補助2000圓覓地遷建，然而後來因為戰爭而未成:29:56。而後據說因為皇民化運動的緣故，官方以整治曾文溪為由，在昭和十五年（1940年）拆除長興宮，神像則被安置到蘇厝庄內的集會所:30。
二次大戰後，地方仕紳王海存、蘇元成、趙金保等人倡議重建，新廟則在民國37年（1948年）於今址落成，並請來新化秀才王則修題字:30。民國62年（1973年），在該廟主任委員梁仙賞提議下長興宮進行修繕:30。民國74年（1985年），長興宮組織重建委員會進行重建，工程於次年（1986年）開工，直到民國83年（1994年）才完成:30。

## 祀神
長興宮主祀十二行瘟王，又稱十二瘟王:35。長興宮的瘟王祭三年一科，每一科請三王，順序如下:60：
| 科別 | 大千歲   | 二千歲   | 三千歲     |
| ---- | -------- | -------- | ---------- |
| 丑年 | 丑：余文 | 子：張全 | 寅：侯彪   |
| 辰年 | 辰：吳友 | 卯：耿通 | 巳：何仲   |
| 未年 | 未：封立 | 午：薛溫 | 申：趙玉   |
| 戌年 | 戌：盧德 | 酉：譚起 | 亥：羅士友 |

### 五府千歲與真護宮
長興宮曾供奉有五府千歲，原是社尾角庄民郭塗牛分靈自土城仔保安宮（今鹿耳門聖母廟）的私祀神，後來郭塗牛之子郭水發將五府千歲移到長興宮供大家膜拜:37。當時約定十二瘟王是「天王」，供奉在內殿，五府千歲是「地王」，供奉在殿外頂桌:37:72。但在1961年要舉行辛丑科王醮之前，有部分五府千歲信徒意圖將十二瘟王醮改成五王醮，結果因委員之間意見不合導致該科王醮停辦:37。而後1965年時，有人將五府千歲移到內殿，導致蘇、王兩姓不滿:37:72。一說不滿的信眾將五府千歲搬到廚房:72，另一說村人蘇茂水把五府千歲搬到廟埕，中止香火:37。社尾角信眾之後與長興宮絕裂，將五府千歲請到廟南的「王爺地」，向地主借地搭建臨時廟宇，是為「真護宮」之始:37:73。